# Associació de Professionals de l'Arxivística i la Gestió de Documents de Catalunya
L'Associació de Professionals de l’Arxivística i la Gestió de Documents de Catalunya és una entitat que té l'objectiu de potenciar la figura i el treball de l'arxiver, la defensa dels seus interessos legítims tant individuals com col·lectius i, impulsar i desenvolupar aquest àmbit professional. En l'actualitat l'Associació d'Arxivers de Catalunya agrupa els seus socis en cinc categories: els numeraris, els adherits, els institucionals, els honoraris i els estudiants.

## Història
El 25 de juny de 1985 es convocà una assemblea general extraordinària de professionals vinculats als arxius, els quals varen aprovar els primers estatuts de l’Associació d’Arxivers de Catalunya. Així, una de les primeres tasques de l'AAC va ser intentar integrar arxivers de diferents procedències —municipals, Generalitat, eclesiàstics— i pertinences territorials. La segona iniciativa rellevant d'aquesta primera etapa, fou l'organització de les Jornades d'Arxivística de Catalunya. A partir d'aquests moments es va començar a publicar les actes i va néixer la revista Lligall. Revista Catalana d'Arxivística. Poc després comença a publicar-se el Butlletí de manera periòdica.
Del període anterior a 1993 també en destaca la feina feta a favor de la internacionalització de l'Associació i per extensió de tot el col·lectiu professional i que, implicà la participació activa en els principals esdeveniments internacionals. En l'àmbit espanyol, l'aparició de l'Associació el 1985 suposà trencar amb l'hegemonia de la Federación Española de Asociaciones de Archiveros, Bibliotecarios, Arqueólogos, Museólogos y Documentalistas i esperonar el naixement d'altres associacions professionals en altres comunitats autònomes.
El 22 d'abril de 2021 canviaria el seu nom Associació d'Arxivers i Gestors de documents de Catalunya (AAC-GD) a Associació de Professionals de l’Arxivística i la Gestió de Documents de Catalunya (AAC) tal com dictarien els nous estatus aprovats el mateix dia per Assemblea General Extraordinària.